# 中國人
中國人，可以指具有中國國籍的人，或構成中華民族的人。
歷史學家王爾敏對先秦時期「中國」一詞做了定量分析，當中表示「華夏」的意思比例為81.5%。當時華夏之人稱爲「華」，與夷相對。自漢代起有稱為「中國人」的記載。元明時期，外國稱中國人為「唐人」。
自清朝中葉後，華人自稱中國人的比例已成為壓倒優勢。
晚清時，梁啟超提出中華民族概念。這一概念傳播甚廣。孫中山在中國國民黨上海會議上表示：應該把我們中國所有各民族融化成一个中華民族。中華民國教育部《國語辭典》認爲：中華民族是構成中華民國各民族的總稱。中華人民共和國《新華字典》認爲：中華民族是中國各民族的總稱。所以中國人也可以指構成中華民族的人。

## 中國人的定義

### 以中國國籍界定

中国历史王朝疆域的變化

中國人可以指具有中國國籍的人，歷史上可包括大清国籍、中华民国国籍以及中华人民共和国国籍的人。
清朝以前，中國只有“戶籍”而無“國籍”制度。清朝自順治起便強調統治子民皆屬於中國之民。清朝前期，中國疆域再次擴張，並控制蒙古、新疆和西藏等地。傳教士、宮廷畫師蔣友仁奉乾隆帝之命手繪了第二幅高水準的《坤輿全圖》上同樣直接將大清統治地區標名為中國。自稱中國人的比例自清中葉後已成為壓倒優勢。「中國國籍」一詞始於1909年3月28日，当时清政府因應對荷屬印尼華僑國籍問題而依據血統主義制定《大清國籍條例》。其中规定：一、凡满足“生而父為中國人”、“生於父死後而父死時為中國人”、“母為中國人而父無可考或無國籍”之任一条件，不論是否生於中國地方均屬中國國籍”；二、“若父母均無可考或均無國籍而生於中國地方者亦屬中國國籍。其生地並無可考而在中國地方發現之棄童同。”
在中華民國大陸時期，中國國籍指中華民國國籍。中華民國政府承認雙重國籍，中華民國國民可以同時擁有中華民國國籍和外國國籍，持有其他護照，方便出國。1949年两岸分治，因两岸政府对全中国主权的主张，造成中华民国国民和中华人民共和国国民身份重叠。香港、澳门居民亦同样拥有完全的中华民国国民身份，归为华侨、無戶籍國民。由于两岸长期分治、1990年代香港和澳门主权移交中华人民共和国的现实，目前的中華民國國民一般指持有中華民國護照的台湾地区（台灣、澎湖、金门和马祖）居民，即通常所说的臺灣人。2013年7月，司法院釋字第710號解釋中，諸位大法官對大陸地區人民的憲法定位各有解釋。實務上，關於公務員報考及投資事務，不適用國民身份，關於安全事故索賠事務，則適用國民身份。
現「中國國籍」多指中華人民共和國國籍。中华人民共和国宪法规定，凡持有中華人民共和國國籍身份的各民族各地人士，稱為中華人民共和國公民，無論其出生地或民族、文化、信仰等都是“中國人”。中華人民共和國基于的「一个中国」主张，認定中华民国国民亦是中国人，並与香港人和澳门人合称为“港澳台同胞”。香港、澳门主权移交后，两地中国籍居民自動转化为中華人民共和國國籍。

### 以中華民族界定
中華民族是中國各民族的總稱。孙中山1921年講演三民主義之民生主義時闡述：「民族主義方面，應該為漢族發揚光大，與其他滿、蒙、回、藏各族，合一爐而冶之，在東亞大陸，建立一中華民族之國家。」1924年講演時說：「四萬萬中國人中，大多數有同一血統、同一言語文字、同一宗教、同一習慣，完全是一個民族。」「就歷史上說，我們四萬萬漢族是從那一條路走來的呢？也是自帝國主義一條路走來的。由此便可見在漢朝的時候，中國便不主張與外人戰爭，中國的和平思想到漢朝時已經是很充分的了。」
世界華人是中華民族在海外的發展，他們都具有華人的血統，又傳承中華文化。80年代以前，在中国大陸出生的海外華人还可以保留中國國籍，但由于中华人民共和国隨後不再承认双国籍，因此在国外的中国人取得居住國國籍后，会自动失去中华人民共和国国籍，这部分人在中華人民共和國的規定裡不算華僑。在世界各地非中国出生且具有華人血統的人，稱為「華人」，當中包含中國大陸人、香港人、澳門人、臺灣人及海外華人（新加坡華人、馬來西亞華人、美國華人、加拿大華人、越南華人、泰國華人等）。

## 中國人之认同

### 臺灣人
关于台湾人是否属于以政治涵義為主的「中国人」存在一定争议。原因是國共內戰失敗後，中华民国政府撤退至台湾，仅統治臺澎金馬等島嶼。持「一中一台」、「台獨」等主张的人士認為「臺灣是個主權獨立的國家」，擁有「完整」的主權，不是中國的一部分，中華民國政府是「流亡政府」，是“外來政權”，“在台灣實行殖民統治”，因此“台湾人不是中國人”；但持「一個中國」、「一中各表」、「一中同表」等主张的人士则认为台湾是中华民国的一部分，反對台獨，認為“台湾人都是中国人”。
在清朝之前，如果不把澎湖群島算上則歷代中原王朝未曾統治臺灣，而臺灣人的祖籍多數為中國大陸閩南地區及粵東地區，屬於漢族，一般最早在17世紀開始移居台灣，明鄭及清朝統治台灣後，更多漢人移居台灣。從1895年馬關條約至1945年日本投降期間，日本在台灣实行50年殖民统治，有些在台灣日治時期出生的台灣人認為依據當時台灣人的國籍（住民去就決定日），自己當時就是日本人，著名的如李登輝、金美齡等人。
由於中華民國和中华人民共和国在国际地位和中国代表权上的此消彼长，再加上1990年代以來，“中華民國在台灣”和“中華民國是臺灣”等政治论述以及中國大陸對台灣國際空間的打壓，以及中华民国教育部在教科书上的去中国化，使得愈來愈多的台灣人尤其是年輕人受到了影响。1999年通過台灣前途決議文之後，民進黨內的主流派係為求執政也逐漸淡化主張台獨的色彩，轉而強調「由台灣人民自己決定台灣的前途」。
2009年《遠見雜誌》民調結果，在可複數選擇認同的情況下，認為自己是「中國人」者佔46%，「華人」或「中華民族」則佔超過70%。
2013年3月《遠見雜誌》民調的結果顯示：民眾認為自己是（可以複選）台灣人：97%；中華民族：78%；亞洲人：75%；華人：69%；中國人：43%。
2013年10月，TVBS民調中心所做的一份調查中，若臺灣人、中國人二選一，高達78%民眾自認是台灣人，只有13%認為是中國人。若可選擇既是台灣人也是中國人，55%民眾表示是台灣人，38%認為兩者皆是，只有3%自認是中國人而非台灣人。
2015年，羅志祥、黄安等台湾藝人，在中國大陸公開稱自己为中國人而遭到台灣網友砲轟。
2016年3月，《聯合報》民調結果，自認為台灣人的民眾高達73%，11%自認是中國人，10%認為自己既是台灣人也是中國人，1%認為台灣人就是中國人。
2017年6月國立政治大學選舉研究中心關於身分認同趨勢的長期民調，認為自己是臺灣人而不是中國人者有56%，是臺灣人也是中國人的有36.6%，是中國人而非臺灣人者有3.8%，無意見的有3.6%。
2018年1月，在傾向獨立的總統及政黨執政一年多後，天下雜誌調查統計發現，台灣人認同有下滑趨勢（56.4%），台灣人也是中國人的雙重認同則上升到近年新高（34.1%）。
2020年9月24日，根據台灣智庫的民調顯示，台灣人認同再度上升，有62.6%認為自己是台灣人，有2%認同自己僅為中國人，有32.6%認同自己既是台灣人也是中國人。若在台灣人與中國人認同中二選一，則86%認為自己是台灣人。
此外，台灣藝術界從藝藝人的也是有自稱「中國人」的認同。例如：劉家昌、鳳飛飛、鄧麗君、張雨生、周杰倫、吳宗憲、羅志祥等人。他們對「中國人」的自我認同，有的是出於中華民國的國籍（即使國際上祇有少數國家承認中華民國為中國），有的則是跳脫政治純粹出於認同「華人」的民族、文化。

### 香港人
香港經歷英國殖民統治。香港人中，廣東籍的人士佔大多數，93.4%至94%都有華人（主要是漢族）血統，其中有香港原居民和香港新移民。
1997年香港主權移交前後持有英國屬土公民、英國國民（海外）、或持有英國護照的香港人均為英國國民，這些香港人均為英國籍人士。
在2007年有關香港身份認同調查中，選擇「中國人」的有22%，選擇「香港人」則有23%；2008年香港身份認同調查中，選擇「中國人」為39%，選擇「香港人」為18%。部份受訪者同時認同自己是「中國人」和「香港人」。該調查同時進行單項測試，受訪市民對「中國人」和「香港人」有8.02%和7.80%認同感2012年香港大學身份調查中，選擇「中國人」為17%，選擇「香港人」的比率比選擇「中國人」的比率高約20%至30%。。
然而自2008年以後，香港人對「中國人」的身份認同有下跌，2012年港大民意研究計劃身份認同調查中，自稱「中國人」的比率為17%，是2000年以來新低。結果顯示，香港市民無論狹義或廣義地自稱為「香港人」，比率都比狹義或廣義地自稱為「中國人」的高約20%至30%。總體來說，市民對「香港人」身分認同感上升至10年新高，而對「中國人」身分認同感則跌至12年新低。
据香港01報道，2019年末，路透社曾對香港進行民意調查，調查內容為對香港獨立的態度，調查結果顯示，41%的受訪者“強烈反對”港獨，26%的受訪者“有點反對”港獨，而持“強烈支持”與“有點支持”港獨的受訪者分別佔8%和9%。而表示“一半半/不清楚”的受訪者佔16%。

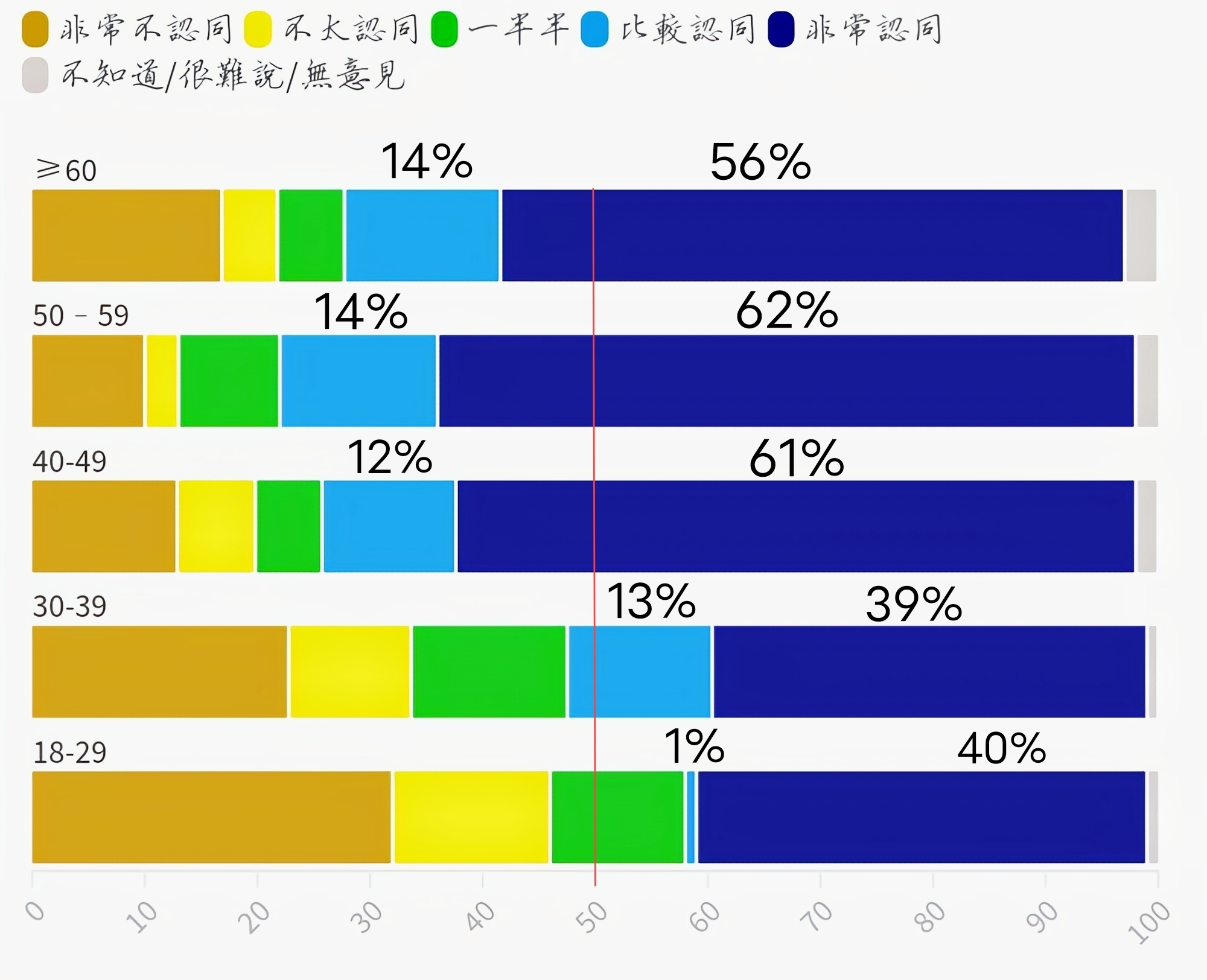
香港研究協會發佈的香港市民國民身份認同調查結果

2021年9月7日至24日，香港研究協會在對1,012名擁有中國國籍的18歲以上香港市民進行抽樣調查後，發佈了最新一期的《香港市民的國民身分認同調查》民調。數據顯示，在18－29歲的香港市民中，32%「非常不認同」自己的中國人身份，另有14%的人「不太認同」。而表示「比較認同」與「非常認同」者分別佔1%和40%。另有12%的人表示「一半半」、1%的人表示「不知道/很難說/無意見」。合共有46%的人總體上不認同自己的中國人身份，41%的人總體上認同自己的中國人身份。而在30－39歲、40－49歲、50－59歲和≥60歲的其他四組受訪者中，除≥60歲者一組以外，其餘三組受訪者總體上認同自己中國人身份與總體上不認同自己中國人身份者則依次遞增與遞減，分別為52%/34%、73%/20%和76%/13%。而在≥60歲的受訪者中，總體上不認同自己中國人身份者則出現逆勢上升的趨勢，合共有22%的人「非常不認同」和「不太認同」，而總體上認同自己中國人身份者比例也出現下降，合共有70%的人「比較認同」與「非常認同」。

### 澳門人
澳門雖然經歷葡萄牙帝國的殖民，但澳門內廣東籍人士佔大多數，绝大部分漢族人口皆自稱為華人。
澳門學聯與青年研究協會於2014年11月進行調查，發現澳門中學生對“中國人”的身份認同跌勢明顯，由2007、2009年有超過九成學生十分同意或同意“我是中國人”，跌至2011年的八成，2014年更下滑至五成半。其中，兩成二學生“十分同意”自己是中國人，僅餘2009年同一項目人數的三分之一。 相對而言，澳門中學生對“澳門人”的身份認同頗高，九成人認同自己是澳門人，雖較過往下降，但仍然保持在高位。七成四學生覺“澳門人”的身份對自身的重要意義。當他們向外人介紹自己時，七成會稱呼自己為“澳門人”，其次是“中國的澳門人”，佔一成一；會用“中國人”介紹自己的不足一成。如果“有得揀”（可以選擇），五成中學生都希望做“澳門人”。

### 中国大陆的少数民族

#### 藏族

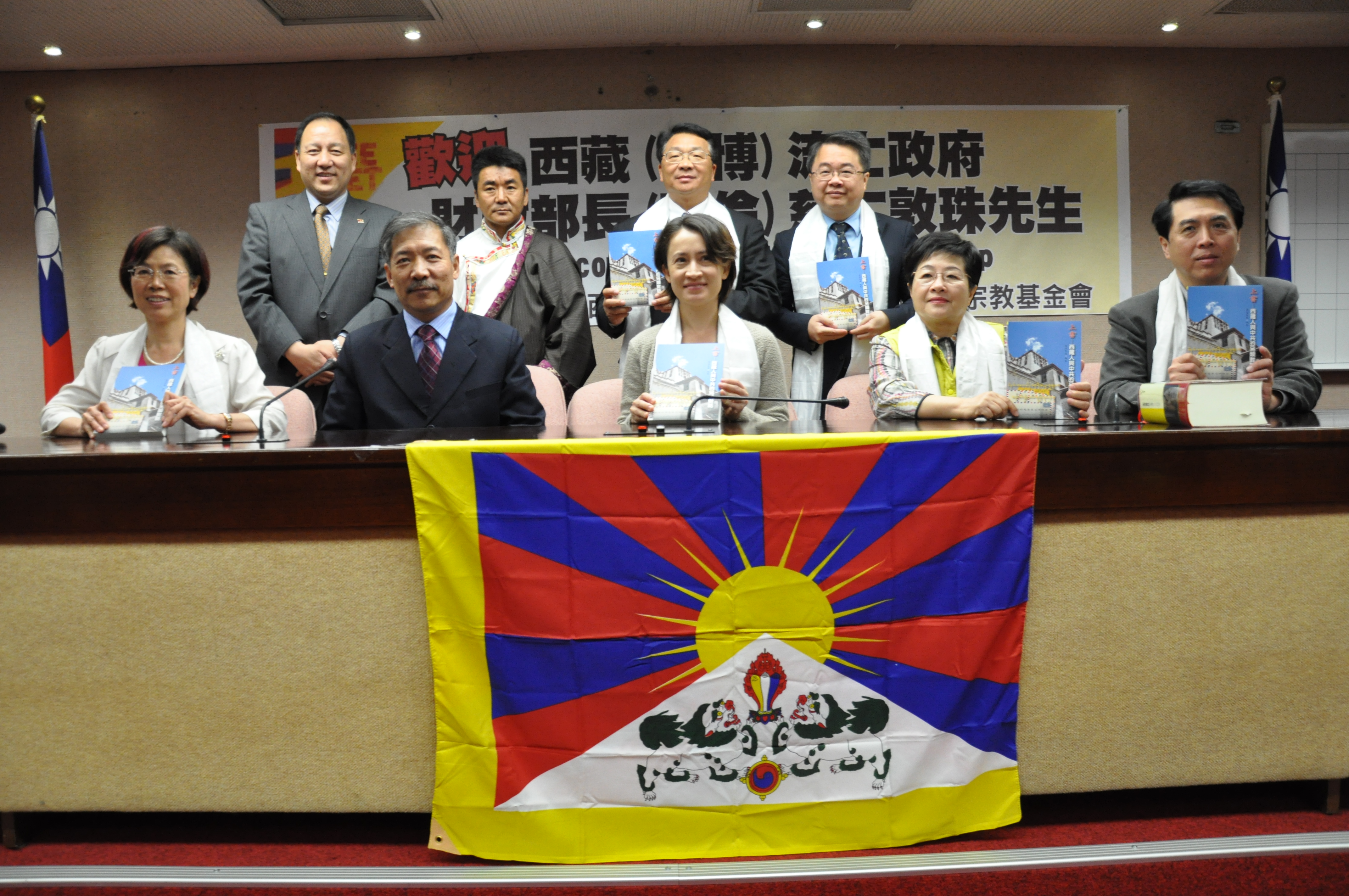
西藏流亡政府財政部長拜訪中华民国立法院

据西藏流亡政府统计，有65%的流亡藏人愿意跟着达赖喇嘛回去，重做中国公民。而其他35%的是一些年轻藏人，他们在感情上不太能接受重新做一个中国人的未来，他们中有的人表示，宁可继续在海外流亡，也不回到中国人的管辖之下。

#### 維吾爾族
居住在新疆的具有中国国籍的各族居民被普遍视为中国人。但東突厥斯坦獨立運動支持者认为，「東突厥斯坦」自古以来就是一個獨立的國家或地区，有自己独立的政治、经济、文化地位。政治上，在1759年被清朝控制之前，「東突厥斯坦」与中国没有隶属关系，而在1759年至1881年被设行省之间与中国是与朝鲜、越南等相类似的宗藩关系。经济上，在1759年被清朝控制之前，由於中國經濟不佳，「東突厥斯坦」一直与中东的突厥、阿富汗等地区处于同一经济贸易体系之内，和中国没有内在的经济联系，仅有民间的转口贸易。文化上，突厥人的文化与西突厥斯坦及阿富汗、波斯、阿拉伯、土耳其等国家和地区属于同一文化圈——伊斯兰文化圈，而不像日本、朝鲜半島（包括韓國、朝鮮）、台灣、越南、新加坡、琉球等國家及地區一样属于漢字文化圈。但实际上“東突厥斯坦”是直到十九世纪才被创造出来的概念，西域就是现在的新疆早在公元前138年就被汉朝廷统治，历史上新疆一直被汉朝，唐朝，吐蕃，蒙古相互争夺从未成为一个独立国家，而所谓的突厥人和伊斯兰文化也是征服者之一而已，历史上的突厥人也不信仰伊斯兰文化。

#### 蒙古族
清朝皇帝通过联姻或征服的方式逐步将整个蒙古收入版图，1911年外蒙古单方面宣布独立，于此同时，内蒙古一部分盟旗的王公受到外蒙滲透，驱逐中國的驻军，派人到库伦（今乌兰巴托）表示向博格达汗效忠。在俄罗斯的支持下，大蒙古国政权向内蒙古地区進軍扩张。然而俄罗斯并不希望大蒙古国取得内蒙古，而中華民國政府通過《蒙古待遇条例》，東蒙王公會議及西蒙王公會議安撫了內蒙各王公，而後軍隊也在逐漸擊退外蒙侵略軍，由此內蒙局勢逐漸安定。同時中華民國政府通過《中俄蒙协约》確保了繼續擁有對外蒙的主權，但失去外蒙古的治權。
如今極少數内蒙古的蒙古人由于受到泛蒙古主义等因素的影响，因而寻求建立主权国家或者高度自治、甚至与外蒙古统一的运动。

### 外籍華人

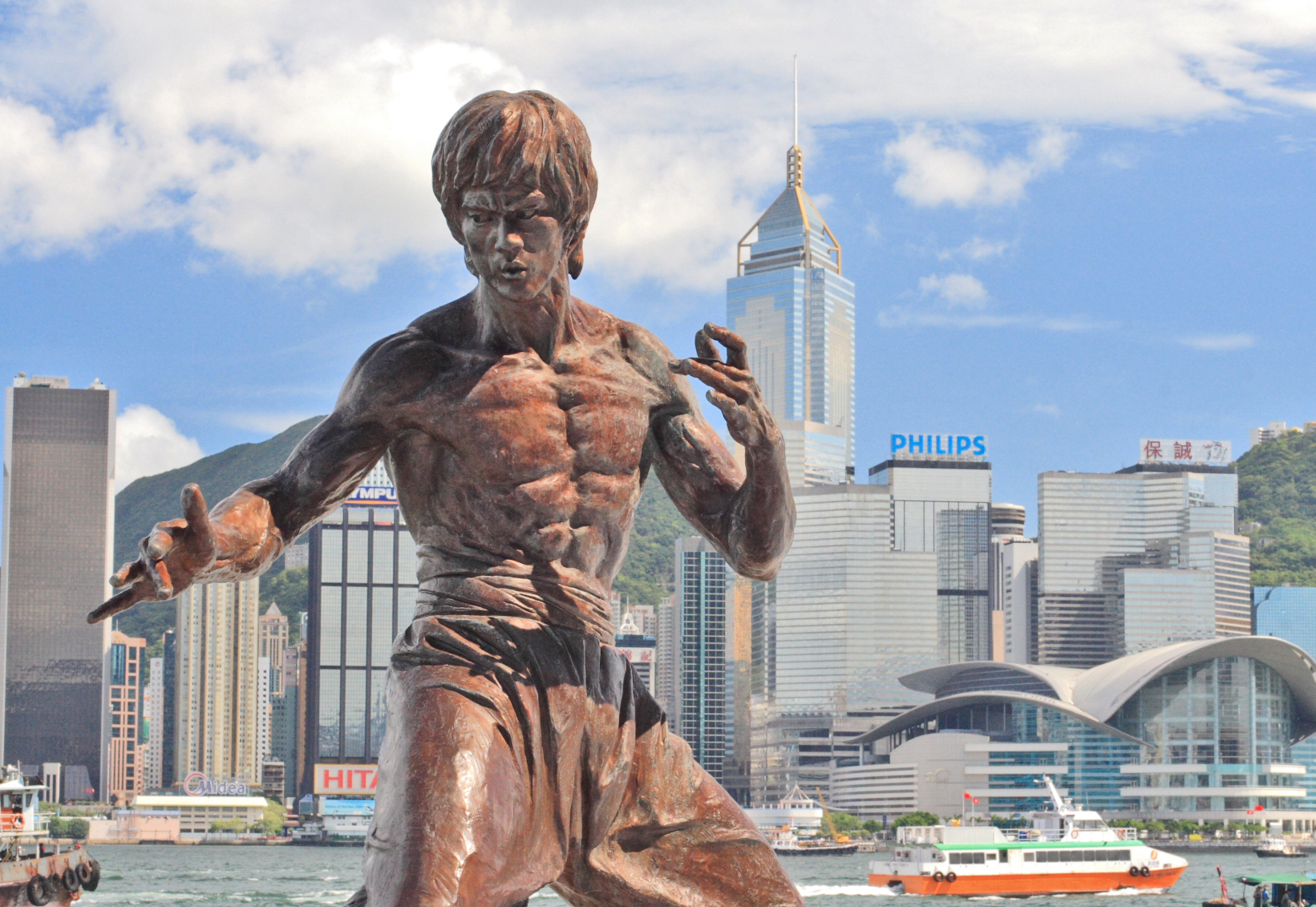
香港星光大道上的李小龍像

外籍華人包括世界各地的非中華人民共和國或中華民國國籍的華人。對於中華人民共和國或中華民國的支持者，「華人」與「中國人」兩種稱呼並用，而在英語是稱及。
馬來西亞華人是馬來西亞第二大族群，佔了馬來西亞總人口的24%，然而當地華人主要自認為馬來西亞華人、華人或馬來西亞人。當地華人教育體系和媒體也正努力鼓吹當地人對馬來西亞人的認同，而非馬來西亞華人。
2010年，新加坡華人佔新加坡居民人口中的74.1%，即4個新加坡人就有3個是華人，是新加坡人口當中最大的華族族群。1965年新加坡獨立后，根据不同民族和人种的需要，國家以英語作為第一通用語言。新加坡華人現時已主要自認為是新加坡人，而大部分不會認為是中國人，因為他們雖然屬華裔，但國籍為新加坡共和國，而非中華人民共和國或中華民國。不過也是有部分新加坡華人內心自認為「文化上的中國人」。
中国人也可指「華人」（華僑），而「華裔」则指不具中國國籍的華人後代。在1909年《大清國籍條例》颁布前，晚清没有国籍的概念。中华民国时期在中国出生的海外華人多數保留中國國籍，但由于中华人民共和国不承认双国籍，因此在国外的中国人取得居住國國籍后，会自动失去中华人民共和国国籍，这些人并非华裔。
部分外籍华人的“中国人认同”
- 美籍华人李小龍曾被記者问道：“你認為你是美國人還是中國人呢？”李小龍回答：“我認為呢，我是人類。我不想文縐縐地說“孔子曰”，但『天下只一家』，只是每個人都很不同而已[60]。”
- 美籍华人李玟曾向记者表示：我是中國人，我以中國人的身份登上奧斯卡的舞台，這是一個難得的機會。我的頭髮是黑色的，我的皮膚是黃色的，我就是一個中國人。作為第一個登上奧斯卡頒獎晚會舞台的中國歌手，我不可以表現得不好。那天在排練中我還對參加這個節目演出的全體表演者講：我們一定要表現得特別好，讓全世界人看到我們有多了不起，要為我們的華人爭光。我很驕傲我是中國人[61]。
- 新加坡籍华人许木泰曾对万里动情说：“我虽然加入新加坡国籍，但我血管里流着中国人的血液。”[62]
- 汶莱籍华人吴尊在受访为什么带孩子到中国大陆念书时表示「为了让小朋友感受我们中国人的文化」。[63]
- 2018年4月20日，马来西亚华人政治人物丘光耀在麻坡发表政治演说上调侃马哈迪·莫哈末时说道「我们中国人最相信什么？人之将死，其言也善。（原文口误为「人将其死，其言也善」）」[64]